# 8624 Kaleycuoco
8624 Kaleycuoco eller 1981 ES9 är en asteroid i huvudbältet som upptäcktes den 1 mars 1981 av den amerikanska astronomen Schelte J. Bus vid Siding Spring-observatoriet. Den är uppkallad efter den amerikanska skådespelerskan Kaley Cuoco.
Asteroiden har en diameter på ungefär 9 kilometer och den tillhör asteroidgruppen Veritas.